# WASP-39
WASP-39 — звезда в созвездии Девы. Находится на расстоянии приблизительно 750 световых лет от Солнца. Вокруг звезды обращается, как минимум, одна планета.

## Характеристики
WASP-39 относится к жёлтым карликам спектрального класса G. Её масса и радиус равны 0,93 и 1,00 солнечных соответственно. Температура поверхности составляет около 5400 кельвинов.

## Планетная система
В 2011 году группой астрономов, работающих в рамках программы SuperWASP, было объявлено об открытии  планеты WASP-39 b в системе. Как и большинство открытых планет с помощью данного телескопа, это горячий газовый гигант, обращающийся очень близко к родительской звезде. Масса планеты меньше массы Сатурна, однако по размерам она превосходит Юпитер. Открытие планеты было совершено транзитным методом. Исследования 2017 года показали, что атмосфера планеты содержит гораздо больше водяного пара, чем ожидалось. Это значит, что планета образовалась на более далёком расстоянии от звезды и в дальнейшем мигрировала на свою текущую орбиту.
С помощью телескопов «Хаббл» и «Спитцер» астрофизики выявили методом абсорбционной спектроскопии наличие в атмосфере «горячего Сатурна» WASP-39 b водяных паров. Количество воды в атмосфере планеты в три раза больше, чем в атмосфере Сатурна.
При помощи спектрографа NIRSpec космического телескопа Джеймса Уэбба (JWST) получены неопровержимые доказательства присутствия углекислого газа в атмосфере экзопланеты WASP-39 b. 